# Annette Messager
Annette Messager   (Berck, 30 de novembre de 1943) és una artista contemporània francesa, coneguda sobretot per la creació d'instal·lació, en què inclou fotografies, gravats, dibuixos i materials diversos. En el seu art barreja la realitat quotidiana i la fantasia, i des dels seus inicis en la dècada dels 1970 està vinculada a l'art feminista.

## Biografia
Annette Messager nasqué el 1943 a Berk (estat francés). Del 1962 al 1966, va estudiar a l'Escola Nacional Superior d'Arts Decoratives de París, on va crear una escultura surrealista. El 1961 guanyà el Gran Premi Internacional de Competència, patrocinat per l'empresa Kodak. El 1964 va viatjar a Àsia, després d'haver comprat una càmera a Hong Kong, i recorregué el Japó, Filipines, Cambodja, l'Índia i Palestina. A l'any següent, visità Nepal i Sri Lanka, i els Estats Units.
Des del 1962 assistí a l'Escola d'Arts Decoratives de París. Interromp els estudis la vespra del Maig del 68, i finalment l'acomiadaren del centre perquè es passava el temps en museus i cinemes en comptes d'anar a escola. Llavors es guanyà la vida venent articles de roba confeccionats per ella. És quan aplega les seues primeres col·leccions: àlbums de fotos i frases preses de la premsa que anota i modifica. La galeria Germain li encarrega un treball el 1971-1972 amb el lema: Messager crea Les Pensionnaires, una alineació d'ocells de peluix embolicats en jerseis de llana. Aquesta és una de les seues instal·lacions més conegudes: ocells dissecats vestits amb roba de llana i alguns dels caps substituïts pels de ninots de peluix. Després va trencar amb la venda d'articles confeccionats per a iniciar una creació contínua, que exposa a Múnic el 1973 i en l'ARC el 1974. Aquest mateix any, destaca per la seua col·lecció de proverbis, una antologia d'idees sobre la dona que broda en quadres de cotó blanc. Les seues obres s'estructuren a poc a poc, i s'exposen internacionalment.
El 2005 el seu treball destaca en el pavelló francés de la Biennal de Venècia, on guanyà el Lleó d'Or per la seua instal·lació inspirada en Pinotxo, que va transformar el pavelló francés en un casino.
Ha estat professora de l'École nationale supérieure des beaux-arts de París. El 2007 el Centre Pompidou li dedicà una exposició individual. Viu a Malakoff, a Alts del Sena.
El seu treball apareix en la col·lecció permanent del Museu d'Art Modern de Nova York.
Ha rebut el Premi Julio González de l'IVAM, el 2018. És la primera dona que el rep en els 18 anys d'història del premi.

## Obres
L'obra d'Annette Messager s'estructura segons les denominacions dels projectes, concebuts com a facetes de l'artista visual i sense una separació òbvia de l'un a l'altre:
- El cicle Annette Messager, artista, comença amb el treball als Pensionnaires el 1971-1972: inclou l'exposició d'ocells dissecats, i àlbums de dibuixos que els representen en un joc infantil i ambigu que juga amb la bogeria.

- El cicle Annette Messager, col·leccionista, i el cicle de Col·lector d'Annette Messager, desenvolupat de manera simultània, es compon d'un conjunt de 56 àlbums amb diferents col·leccions: anuncis matrimonials (El matrimoni de la senyoreta Annette Messager), retalls (Els hòmens que m'agraden / no estime), fotos (xiquets amb els ulls ratllats, la meua gelosia...), imatges de revistes (La tortura voluntària), adagis (La meua col·lecció de proverbis), firmes, Rorschach (petita pràctica màgica quotidiana), els adjectius qualificatius...

- El cicle Annette Messager, dona pràctica, del 1974, consisteix en una sèrie de taules que detallen el procediment per al treball manual ordinari (Les meues labors de punt, Quan treballe com els hòmens).

- El cicle Annette Messager, trucadora, del 1975, s'inscriu dins el context de l'art corporal: el cos de l'artista es transforma en suport per a un treball de maquillatge o de retoc fotogràfic (sèrie La dona i...).

- El cicle Annette Messager, traficant, del 1982, comprén la sèrie de les Quimeres i de les Efígies, i està orientada cap a la fantasia.

## Influències i qüestionament

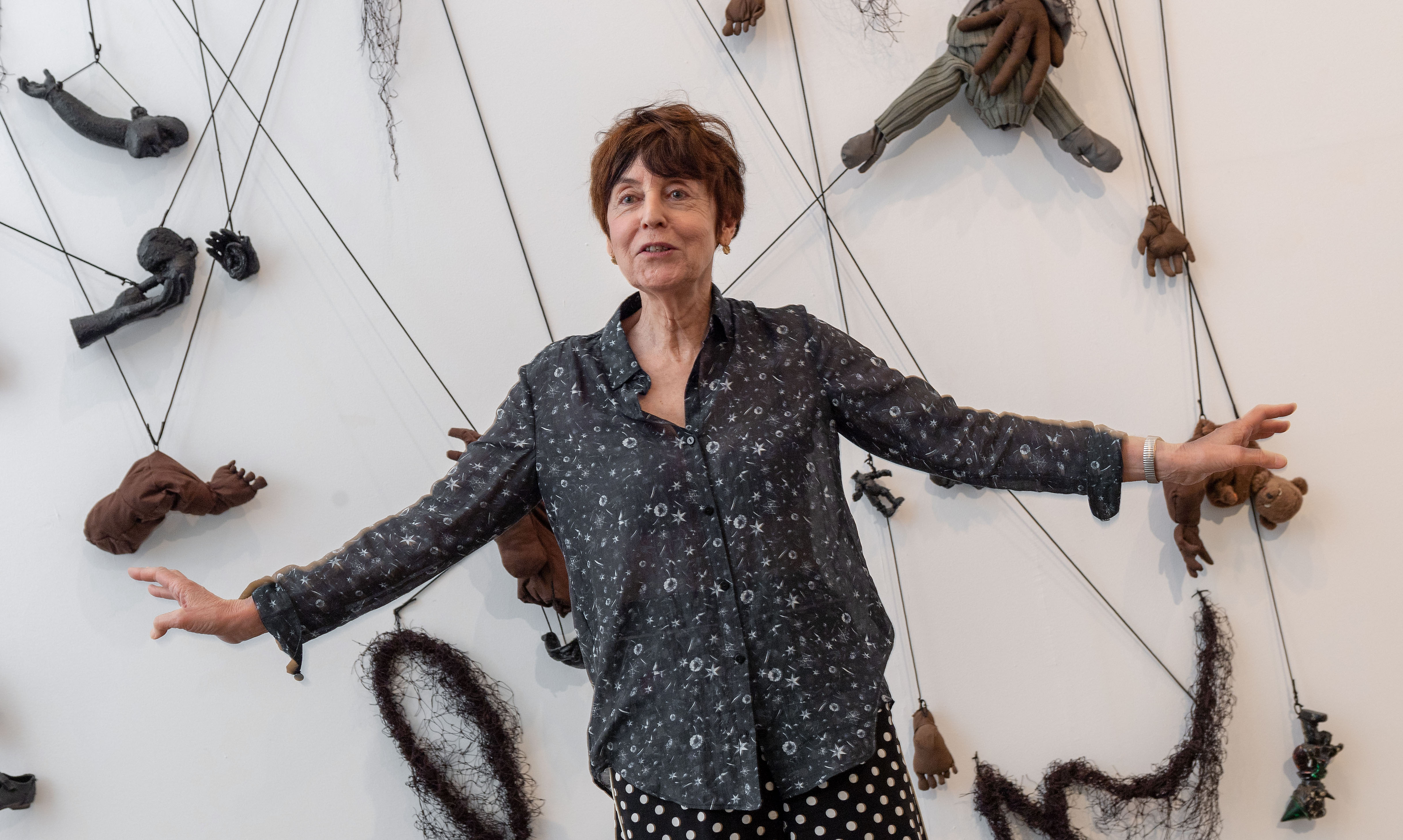
Annette Messager, en la presentació de la seua exposició en l'IVAM del 2018

Influenciada pel surrealisme d'André Breton i el feminisme en el context de la dècada dels 1970, la seua obra s'inscriu en el corrent de les "mitologies individuals", que marca un nou interés per l'autobiografia i la història. Explora paral·lelament l'ambivalència de la infantesa, la màgica del món fantasmagòric i fantàstic (paranys de quimeres, 1984), tot mantenint la proximitat a l'art popular.
Amb l'ús de pràctiques modestes properes a l'art brut, les anomenades arts primeres (els talismans quotidians), l'artesania, l'art del treball diari o les produccions de la infantesa (la pràctica recurrent del dia) Messager vol saber en quin moment una creació pertany al regne de l'art.

## Materials
La seua obra en general es caracteritza per l'ús de materials pertanyents a l'art pobre: peluixos, peces de teixit, llapis de colors, coixins, etc. Els objectes modests i de l'entorn familiar amb els quals l'artista crea estructures es transformen en talismans, relíquies o exvots populars, sota una perspectiva que cerca tant la protecció com la inquietud.
Des del 1988, usa peluixos, animals dissecats, peces de tela... i crea híbrids mig humans i mig bèsties.

## Els treballs
La violència d'alguns treballs d'Annette Messager ha estat criticada (els xiquets sense ulls del 1971-1972, fotografies en blanc i negre ratllades amb el traç d'un bolígraf de tres xiquets molt petits, i simbòlicament "morts"). En els darrers anys, Messager ha ampliat amb més àrees la seua creació: preocupacions del món contemporani, com ara les vaques boges o la procreació artificial.
Annette Messager guanyà el Lleó d'Or de la 51a Biennal de Venècia del 2005 per la seua instal·lació Casino (Pavelló de l'estat francés), que s'inspira en el personatge de Pinotxo. Ha exposat a París i a Nova York.
També va dissenyar els laisser-passer del Centre Pompidou el 2007, que el mateix any li dedicà una exposició retrospectiva.

## Exposicions individuals
- IVAM, Institut Valencià d'Art Modern. València, 2018. Púdic – Públic[6]
- Museu Amparo, Puebla, 2010.
- Museu d'Art Contemporani de Monterrey, MARCO, 2010.
- The Hayward Gallery, Londres 2009.
- Mori Art Museum, Tòquio 2008.
- Centre Pompidou, París, 2007.
- Museu Nacional Centre d'Art Reina Sofia, Palacio de Velázquez, Madrid, 1999.
- Los Angeles, County Museum of Art, 1995.
- The Museum of Modern Art, Nova York, 1995.
- FRAC, Picardia, 1993.
- Arnolfini, Bristol, 1992.
- Douglas Hyde Gallery, Dublín, 1992.
- Musee Departmentale, Chateau de Rochechouart, 1990.
- Musee de Grenoble, 1989.
- Gallerie d'Art contemporaine, Niça, 1986.
- Musee d'art moderne de la ville de París, 1984.
- Musee de Beaux-Arts, Calais, 1983.
- San Francisco Museum of Modern Art, 1981.
- Saint Louis Art Museum, 1980.
- Galeria Gillespie-Laage, París, 1979, 1980.
- Galeria Isy Brachot, Brussel·les, 1977.
- Musee d'art moderne de la ville de Paris, 1974.

## Selecció d'exposicions col·lectives
- New Works for a New Space. ArtPace, San Antonio, Texas, 1995.
- Arrested Childhood. Center of Contemporary Art, Miami Nord, 1994.
- À visage decouvert. Fondation Cartier, París, 1992.
- Parallel Visions. Los Angeles County Museum, Los Angeles, 1992.
- Images in Transition. National Museum of Modern Art, Kyoto. 1990.
- Today's Art and Erotism. Kunstverein, Bonn, 1982.
- Photography as Art. ICA, Londres, 1979.
- Couples. PS1, Nova York, 1978.

## Filmografia
- Annette Messager, Centre d'art contemporain, Castres, 1988.
- Annette Messager - Interview, Centre national d'art et de culture Georges-Pompidou, 1993.
- Els Chimères d'Annette Messager, realitzador Yves Brouty, 1983.
- Annette Messager reine de la nuit (12mn), realitzador Philippe Demontaut, 1986.
- La carte du tendre d'Annette Messager, realitzador Michel Nuridsany, 1992.
- Plaisirs / Déplaisirs: le bestiaire amoureux d'Annette Messager, 2001, vídeo documental (52 min), realització de Heinz Peter Schwerfel.
- Casino, cinta de Gilles Coudert (6 min / 2005 / a.p.r.e.s production), aquest documental va estar present en l'exposició de l'artista Annette Messager en el Pavelló francés de la Biennal de Venècia d'art contemporani el 2005. Annette Messager ens presenta la seua exposició titulada Casino: una instal·lació inspirada molt lliurement en la història de Pinotxo, per la qual va rebre el Lleó d'Or.